# Bibliothèque nationale du Cambodge
La Bibliothèque nationale du Cambodge (Khmer: បណ្ណាល័យជាតិកម្ពុជា, romanisé: bannalycheate kampouchea) est la bibliothèque nationale du Cambodge située à Phnom Penh.
De 1975 à 1979, les Khmers rouges ont détruit de nombreux livres et notices bibliographiques. Il est estimé qu'environ 20 % de ses 65 000 documents ont survécu,, bien que le nombre réel de pertes reste inconnu.

## Histoire
La Bibliothèque nationale du Cambodge a été inaugurée par l'administration coloniale française le 24 décembre 1924. La collection initiale n'était seulement que de 2 879 livres principalement en Français. Sa gestion a été successivement sous l'égide des autorités françaises jusqu'à la nomination du premier directeur khmer, Pach Chhoeun, en 1951. Après l'indépendance du Cambodge en 1954, le milieu de l'édition cambodgien a connu une croissance stable.
Fermée en 1975 durant le règne des Khmers rouges, la Bibliothèque nationale a été utilisée pendant plusieurs années comme logement par les membres partisans du régime de Pol Pot. Les jardins étaient utilisés pour élever des cochons et des poulets alors que leurs gardiens étaient logés dans le bâtiment de la bibliothèque. La main-d'œuvre qualifiée a été similairement dévastée : des 40 travailleurs présent avant l'époque des Khmers rouges, seuls deux ont pu travailler à la bibliothèque par la suite. Le sort de la plupart de leurs collègues est inconnu.
Depuis 1980, la Bibliothèque nationale a été rétablie avec l'aide de divers gouvernements et agences d'outre-mer. Aujourd'hui, la Bibliothèque nationale du Cambodge détient environ 103'635 exemplaires en différentes langues (Khmers, Français, Anglais, Allemand); les collections spéciales cataloguent 8'327 documents nationaux, dont certains documents publiés en français entre 1925 et 1970, ainsi que quelques livres et documents publiés en langue khmère datant de 1955 à 1975. Il y a aussi une collection spéciale de 305 sastra qui sont disponibles sur microfilm. Une exposition permanente d'ex-libris a été montée dans la salle des périodiques à partir de la collection de périodiques, de magazines et de livres provenant de l'époque coloniale. Gérée par la Direction des Publications Culturelles et de la Lecture du Ministère de la Culture et des Beaux-Arts, le personnel de la Bibliothèque Nationale compte actuellement 30 personnes.